# العلاقات الكاميرونية السنغافورية
العلاقات الكاميرونية السنغافورية هي العلاقات الثنائية التي تجمع بين الكاميرون وسنغافورة.

## مقارنة بين البلدين
هذه مقارنة عامة ومرجعية للدولتين:
| وجه المقارنة                                              | الكاميرون                      | سنغافورة                                                             |
| --------------------------------------------------------- | ------------------------------ | -------------------------------------------------------------------- |
| المساحة (كم2)                                             | 475.44 ألف                     | 719                                                                  |
| عدد السكان (نسمة)                                         | 24.05 مليون                    | 5.89 مليون                                                           |
| الكثافة السكانية (ن./كم²)                                 | 50.58                          | 819.19 ألف                                                           |
| العاصمة                                                   | ياوندي                         | سنغافورة                                                             |
| اللغة الرسمية                                             | لغة فرنسية، لغة إنجليزية       | لغة إنجليزية، اللغة الملايو، اللغة الصينية القياسية، اللغة التاميلية |
| العملة                                                    | فرنك وسط أفريقي                | دولار سنغافوري                                                       |
| الناتج المحلي الإجمالي (بليون دولار)                      | 34.80 مليار                    | 323.91 مليار                                                         |
| الناتج المحلي الإجمالي (تعادل القوة الشرائية) بليون دولار | 72.72 مليار                    | 472.59 مليار                                                         |
| الناتج المحلي الإجمالي الاسمي للفرد دولار أمريكي          | 1.22 ألف                       | 52.89 ألف                                                            |
| الناتج المحلي الإجمالي للفرد دولار أمريكي                 | 2.97 ألف                       | 82.76 ألف                                                            |
| مؤشر التنمية البشرية                                      | 0.512                          | 0.925                                                                |
| رمز المكالمات الدولي                                      | +237                           | +65                                                                  |
| رمز الإنترنت                                              | .cm                            | .sg                                                                  |
| المنطقة الزمنية                                           | توقيت غرب أفريقيا، ت ع م+01:00 | ت ع م+08:00، توقيت سنغافورة المنسق ‏                                  |

## منظمات دولية مشتركة
يشترك البلدان في عضوية مجموعة من المنظمات الدولية، منها:
| علم المنظمة | اسم المنظمة                               | تاريخ انضمام الكاميرون | تاريخ انضمام سنغافورة |
| ----------- | ----------------------------------------- | ---------------------- | --------------------- |
|             | مؤسسة التنمية الدولية                     | 10 أبريل 1964          | 27 سبتمبر 2002        |
|             | يونسكو                                    | 11 نوفمبر 1960         | 8 أكتوبر 2007         |
|             | وكالة ضمان الاستثمار متعدد الأطراف        | 7 أكتوبر 1988          | 24 فبراير 1998        |
|             | الأمم المتحدة                             | 20 سبتمبر 1960         | 21 سبتمبر 1965        |
|             | دول الكومنولث                             | ?                      | ?                     |
|             | الاتحاد البريدي العالمي                   | ?                      | ?                     |
|             | البنك الدولي للإنشاء والتعمير             | 10 يوليو 1963          | 3 أغسطس 1966          |
|             | المنظمة الهيدروغرافية الدولية             | ?                      | ?                     |
|             | الاتحاد الدولي للاتصالات                  | 22 ديسمبر 1960         | 22 أكتوبر 1965        |
|             | منظمة حظر الأسلحة الكيميائية              | ?                      | ?                     |
|             | مؤسسة التمويل الدولية                     | 1 أكتوبر 1974          | 4 سبتمبر 1968         |
|             | المركز الدولي لتسوية المنازعات الاستشارية | 2 فبراير 1967          | 13 نوفمبر 1968        |
|             | منظمة التجارة العالمية                    | ?                      | ?                     |
|             | منظمة الشرطة الجنائية الدولية             | ?                      | ?                     |

## وصلات خارجية
- موقع وزارة الخارجية الكاميرونية
- موقع وزارة الخارجية السنغافورية